# Skycar (Achterbahn)
Skycar in Mysterious Island (Zhuhai, Guangdong, Volksrepublik China) ist eine Stahlachterbahn vom Typ Accelerator Coaster des Herstellers Intamin, die im Dezember 2005 eröffnet wurde. Zurzeit (Stand September 2023) ist sie auch die einzige Achterbahn des Typs in China.
Die 450 m lange Strecke erreicht eine Höhe von 34 m und besitzt ein maximales Gefälle von 90°. Die Züge werden mittels eines hydraulischen Abschusssystems innerhalb von 3 s auf eine Höchstgeschwindigkeit von 91 km/h beschleunigt. Die Strecke verfügt über einen 34 m hohen Outside-Top-Hat, einen Looping, sowie eine 270°-Helix.

## Züge
Die Züge von Skycar besitzen jeweils vier Wagen. In jedem Wagen können vier Personen (zwei Reihen à zwei Personen) Platz nehmen.